# محكمة العدل الاتحادية (ألمانيا)

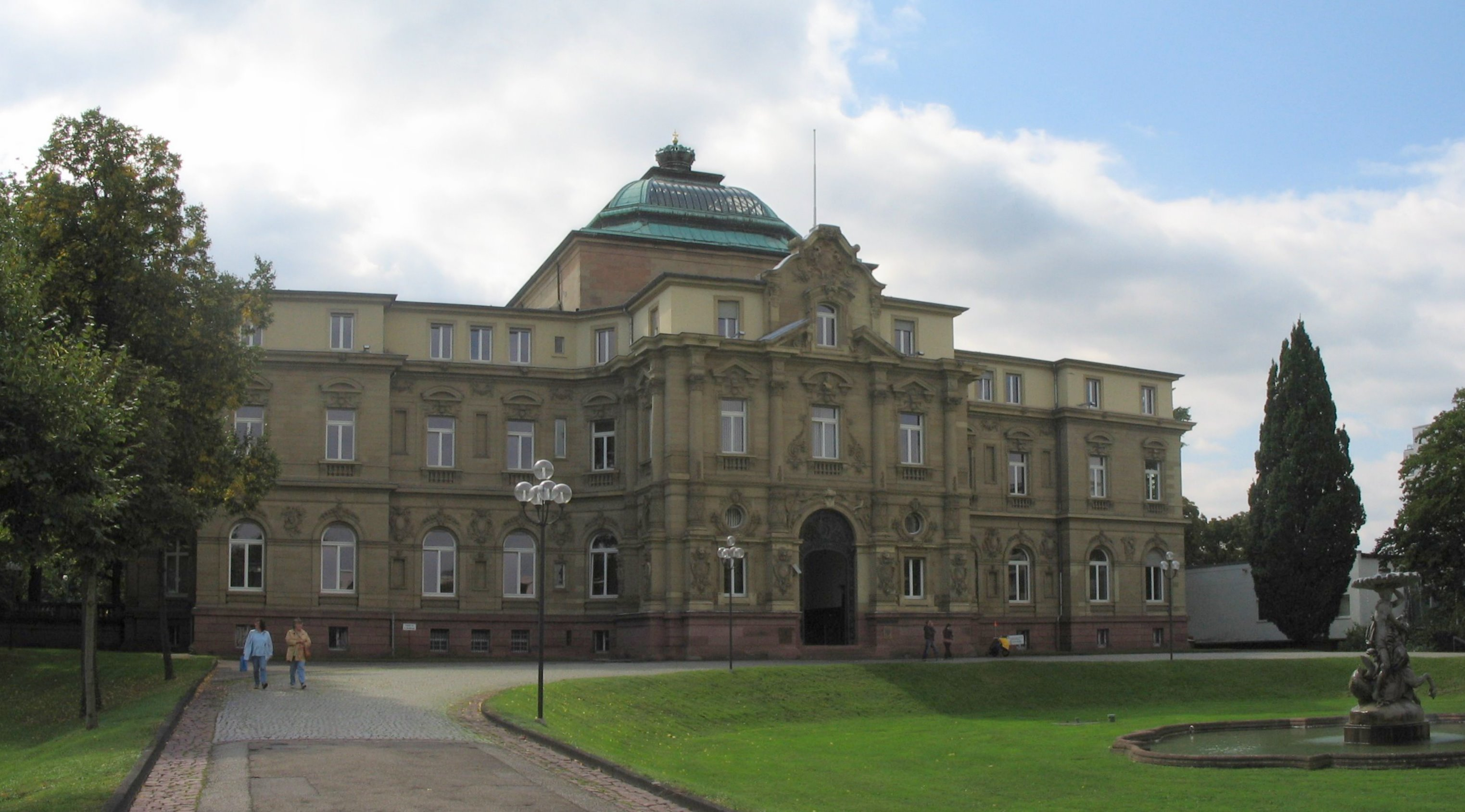

محكمة العدل الفيدرالية (بالألمانية: Bundesgerichtshof، اختصاراً BGH) هي أعلى محكمة في نظام القضاء العادي في ألمانيا، وتقع في مدينة كارلسروه. تُعد هذه المحكمة بمثابة محكمة الاستئناف النهائية (محكمة الملاذ الأخير) في قضايا القانون الجنائي والمدني. ولا يمكن إلغاء أي حكم صادر عن هذه المحكمة إلا في حالات نادرة عن طريق المحكمة الدستورية الفيدرالية الألمانية، في حالة أن يتعرض الحكم للطعن في دستوريته وفقًا للقانون الأساسي لجمهورية ألمانيا الاتحادية.

## التاريخ
تعود جذور محكمة العدل الفيدرالية إلى محاكم عليا سابقة في ألمانيا، فقد تم تأسيس محكمة Reichskammergericht في عام 1495 وظلت قائمة حتى عام 1806. وفي عام 1870، مع قيام اتحاد شمال ألمانيا، تم تأسيس محكمة Bundesoberhandelsgericht في مدينة لايبزيغ، التي تغيّر اسمها لاحقًا في عام 1871 إلى Reichsoberhandelsgericht، وتم توسيع نطاق اختصاصها. تم حل هذه المحكمة في 1 أكتوبر 1879 لتحل محلها محكمة Reichsgericht في لايبزيغ. وبعد انهيار الرايخ الألماني، تم تأسيس محكمة العدل الفيدرالية الحالية في 1 أكتوبر 1950.
تعتبر محكمة العدل الفيدرالية، إلى جانب المحكمة الإدارية الفيدرالية، والمحكمة المالية الفيدرالية، ومحكمة العمل الفيدرالية، والمحكمة الاجتماعية الفيدرالية، من أعلى المحاكم في ألمانيا، وتتخذ مقراتها في مدينتي كارلسروه ولايبزيغ.

## الرؤساء
|   | اسم                       | تولى منصبه    | ترك المكتب      |
| - | ------------------------- | ------------- | --------------- |
| 1 | هيرمان وينكاف (1894–1981) | 1 أكتوبر 1950 | 31 مارس 1960    |
| 2 | برونو هوسينغر (1900–1987) | 1 أبريل 1960  | 31 مارس 1968    |
| 3 | روبرت فيشر (1911–1983)    | 1. أبريل 1968 | 30. سبتمبر 1977 |
| 4 | جيرد فايفر (1919-2007)    | 1 أكتوبر 1977 | 31 ديسمبر 1987  |
| 5 | والتر أودرسكي (م .1931 )  | 1 يناير 1988  | 31 يوليو 1996   |
| 6 | كارلمان جيس (م 1935)      | 1 أغسطس 1996  | 31 مايو 2000    |
| 7 | غونتر هيرش (م .1943)      | 15 يوليو 2000 | 31 يناير 2008   |
| 8 | كلاوس تولكسدورف (ب. 1948) | 1 فبراير 2008 | 31 يناير 2014   |
| 9 | بيتينا ليمبرج (ب. 1960)   | 1 يوليو 2014  |                 |

### نواب الرئيس[بحاجة لمصدر]
- هورست هاجن
- فريتز هاوس
- بوركهارد جانكه
- جيردا مولر (فقيه)
- يواكيم وينزل

### القضاة[بحاجة لمصدر]
- Alfred Bergmann
- Friedrich Blumenröhr
- Katharina Deppert
- Wolf-Dieter Dressler
- Willi Erdmann
- Wulf Goette
- Werner Groß
- Max Güde
- مونيكا هارمز
- Gerhart Kreft
- Klaus Kutzer
- Heinrich Wilhelm Laufhütte

- Lutz Meyer-Goßner
- Armin Nack
- Gerd Nobbe
- Eberhard Rinne
- Ruth Rissing-van Saan
- Rüdiger Rogge
- Gerhard Schäfer
- Herbert Schimansky
- Wolfgang Schlick
- Karl-Bernhard Schmitz
- Ingeborg Tepperwien
- Wilfried Terno